# Habenia regia
Habenia regia är en insektsart som beskrevs av Irena Dworakowska 1972. Habenia regia ingår i släktet Habenia och familjen dvärgstritar.
Artens utbredningsområde är Elfenbenskusten. Inga underarter finns listade i Catalogue of Life.